# Kult
Kult é um jogo de RPG, publicado originalmente na Suécia.  Além da versão em sueco, foi posteriormente traduzido para as línguas alemã, inglesa, italiana, espanhola e francesa.
A ambientação é pesada e intensa, com clara influência do gnosticismo.  Pode-se detectar também influências de Clive Barker e H. R. Giger. É definido enquanto um jogo de horror. O mote do jogo, desde a primeira edicação, é Reality is a lie (A realidade é uma mentira).
Sua última edição, a terceira, é Kult - Beyond the Veil, publicada pela editora 7th Circle.  Há rumores de que a partir da quarta edição Kult estará disponível apenas em formato eletrônico 